# Elezioni parlamentari in Bulgaria del 2023
Le elezioni parlamentari in Bulgaria del 2023 si sono tenute il 2 aprile per il rinnovo dell'Assemblea nazionale.
Le consultazioni, le quinte in due anni, hanno avuto luogo a sei mesi dalle precedenti, a seguito di ennesimi infruttuosi tentativi delle forze politiche di formare un governo, cosa che ha portato, sin dalla caduta del Governo Petkov, a continue elezioni.

## Sistema elettorale
I 240 membri del parlamento sono eletti con il sistema proporzionale a liste aperte in 31 distretti elettorali (per ogni distretto gli eletti variano da 4 a 16) con uno sbarramento al 4%. Quest’ultima, tuttavia, è calcolata utilizzando i voti totali solo per i partiti e i candidati indipendenti, e non il totale dei voti validi (che includerebbero le preferenze per "Nessuno dei voti di cui sopra"), portando così alla possibilità che un partito vinca seggi anche se nominalmente al di sotto di tale soglia.
I seggi sono poi ripartiti secondo il metodo del quoziente e dei più alti resti.

## Risultati
| Cittadini per lo Sviluppo Europeo della Bulgaria - Unione delle Forze Democratiche (GERB-SDS) | 669 924   | 26,49 | 69  |  |  |  |
| Continuiamo il Cambiamento - Bulgaria Democratica (PP-DB)                                     | 621 069   | 24,56 | 64  |  |  |  |
| Rinascita (V)                                                                                 | 358 174   | 14,16 | 37  |  |  |  |
| Movimento per i Diritti e le Libertà (DPS)                                                    | 347 700   | 13,75 | 36  |  |  |  |
| BSP per la Bulgaria (BSP - Ekoglasnost - Politicheski klub "Trakiya")                         | 225 914   | 8,93  | 23  |  |  |  |
| C'è un Popolo come Questo (ITN)                                                               | 103 971   | 4,11  | 11  |  |  |  |
| Ascesa Bulgara (BV)                                                                           | 77 420    | 3,06  | –   |  |  |  |
| La Sinistra! (LEV!)                                                                           | 56 481    | 2,23  | –   |  |  |  |
| Altri (<10.500 voti)                                                                          | 68 476    | 2,71  | –   |  |  |  |
| Totale                                                                                        | 2 529 129 | 100   | 240 |  |  |  |
|                                                                                               |           |       |     |  |  |  |
| Voti non validi                                                                               | 150 465   | 5,62  |     |  |  |  |
| Votanti                                                                                       | 2 679 594 | 40,63 |     |  |  |  |
| Elettori                                                                                      | 6 594 593 |       |     |  |  |  |

Nota: La sezione “voti non validi” comprende, oltre alle classiche schede bianche - nulle - rigettate, anche i voti (109.095 - 4,31%) per l’opzione “Nessuno dei precedenti” che, in Bulgaria, è possibile spuntare. Le schede nulle in senso proprio sono invece state 41.370 (1,54%).
| Riepilogo dei seggi (+/- elezioni 2022) | Riepilogo dei seggi (+/- elezioni 2022) | Riepilogo dei seggi (+/- elezioni 2022) | Riepilogo dei seggi (+/- elezioni 2022) | Riepilogo dei seggi (+/- elezioni 2022) | Riepilogo dei seggi (+/- elezioni 2022) | Riepilogo dei seggi (+/- elezioni 2022) |
| --------------------------------------- | --------------------------------------- | --------------------------------------- | --------------------------------------- | --------------------------------------- | --------------------------------------- | --------------------------------------- |
|                                         |                                         |                                         |                                         |                                         |                                         |                                         |
| BSP                                     | 23                                      | ▼ 2                                     |                                         | DPS                                     | 36                                      | ━                                       |
| PP-DB                                   | 64                                      | Nuovo                                   |                                         | ITN                                     | 11                                      | ▲ 11                                    |
| GERB-SDS                                | 69                                      | ▲ 2                                     |                                         | V                                       | 37                                      | ▲ 10                                    |

## Conseguenze del voto
Dalle urne, è risultato vincitore il partito di centro-destra “Cittadini per lo Sviluppo Europeo della Bulgaria” (GERB) dell’ex-primo ministro Bojko Borisov, con il 26,49% dei voti e 69 seggi, seguito dalla coalizione filo-europeista “Continuiamo il Cambiamento-Bulgaria Democratica” (PP-DB) guidata dall’ex-primo ministro Kiril Petkov, con il 24,56% dei voti e 64 seggi, e dal partito nazionalista e filo-russo “Rinascita” (V) di Kostadin Kostadinov, con il 14,16% dei voti e 37 seggi, confermando quest’ultimo l’incremento sostanziale iniziato dalle elezioni del novembre 2021. Al quarto posto il partito che segue gli interessi della minoranza turca DPS, Movimento per i Diritti e le Libertà, che raccoglie la stragrande maggioranza dei voti nelle regioni a maggior presenza dei turchi, quelle di Kardžali, dove raggiunge il 70,18% e Razgrad. Conferma il suo momento di flessione il Partito Socialista Bulgaro guidato da Kornelija Ninova, che raccoglie l'8,93% dei consensi, con 23 seggi nel nuovo parlamento. Nel giro di due anni, dalle elezioni dell'aprile 2021, il partito di centro-sinistra ha perso quasi il 6% dei voti. Altresì rilevante è il ritorno del partito “C'è un Popolo come Questo” (ITN) di Slavi Trifonov, escluso dall'Assemblea Nazionale alle precedenti elezioni, con il 4,11% dei voti e 11 seggi, a discapito di Ascesa Bulgara di Stefan Janev, uscito dal parlamento.
Le elezioni, tuttavia, non hanno ancora una volta prodotto una chiara maggioranza, come già precedentemente previsto e annunciato: ciò ha reso necessarie nuove trattative per la formazione di un governo di coalizione.
Il 10 maggio 2023, Borisov ha ufficialmente indicato Marija Gabriel, all'epoca Commissario europeo per la ricerca, l'innovazione e la scienza, come possibile prima ministra e figura di compromesso. Ricevuto un incarico esplorativo per la formazione del nuovo governo, Gabriel si è dimessa dall'incarico di commissario europeo il 15 maggio 2023. Il 22 maggio 2023 ha annunciato un accordo per una coalizione di governo tra il suo partito e i liberali di Continuiamo il Cambiamento; secondo tale accordo valido per un anno e mezzo, nei primi nove mesi l'esecutivo sarà presieduto da Nikolaj Denkov e da ministri nominati dalla coalizione PP-DB cui poi succederà Gabriel con i ministri scelti dal partito GERB. Durante la prima metà dell'accordo di governo Gabriel eserciterà il ruolo di Vice Presidente del Consiglio dei Ministri e Ministro degli Affari Esteri, ruolo il primo che verrà assunto da Denkov nella seconda metà dell'esecutivo a guida Gabriel..